# Ruine Thürndl
Die Ruine Thürndl (früher „Schozzries“ oder „Schoßrisen“ genannt) ist die Ruine einer Höhenburg auf dem südlichen Eckpunkt eines Bergkammes, der sich von den Barmsteinen bis oberhalb von Hallein erstreckt. Der Standort liegt 300 Meter östlich der Gemeindegrenze von Marktschellenberg, die hier die Staatsgrenze zwischen Deutschland und Österreich bildet, und gehört zum Gebiet der Stadt Hallein.

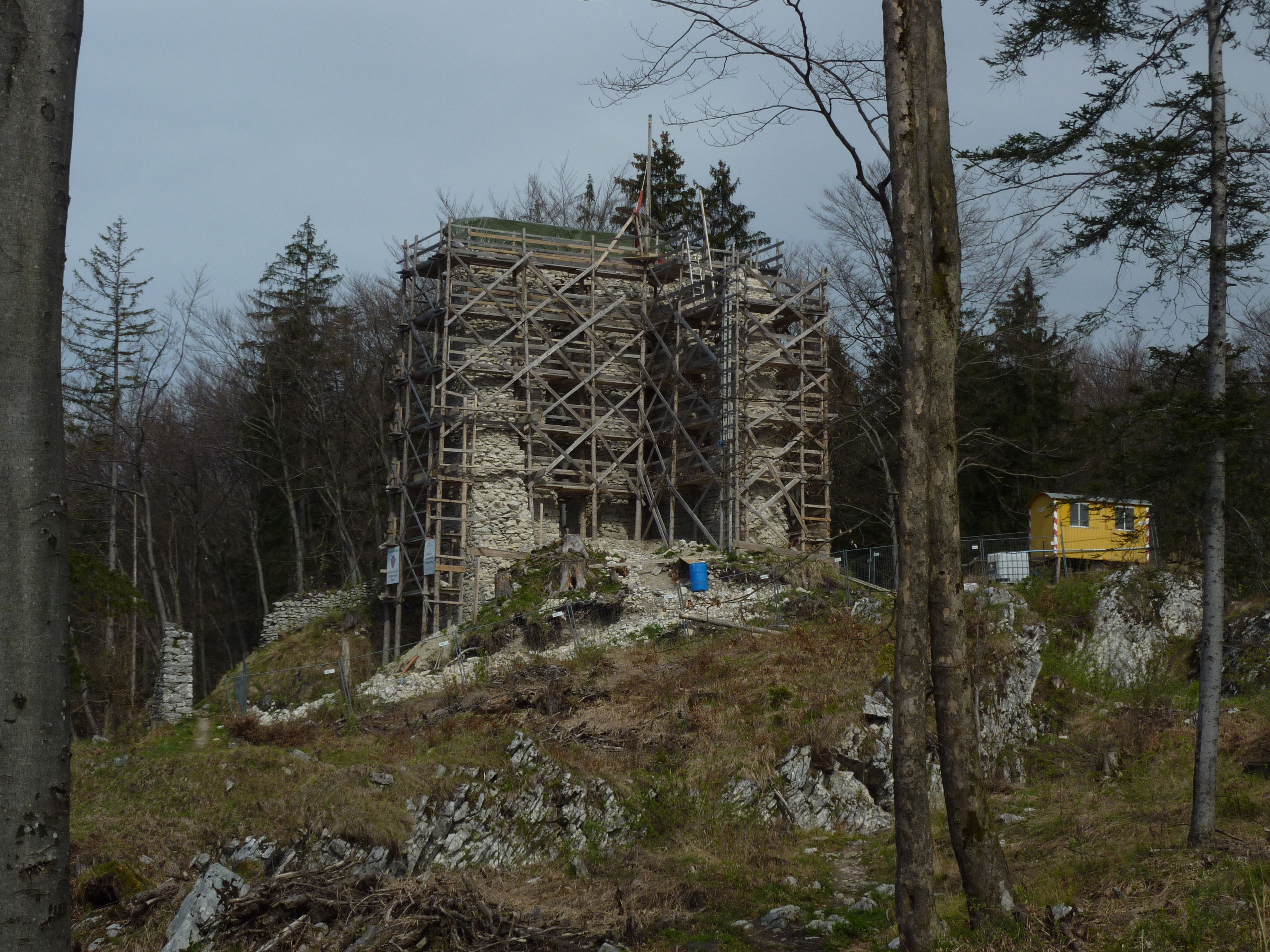
Bestandssicherung durch das Bundesdenkmalamt 2014

## Geschichte
Vermutlich ist Thürndl Eckpunkt einer mittelalterlichen Befestigungsanlage aus dem 13. Jahrhundert. Von dem nördlichen Stadttor, dem sogenannten „Salzburger Tor“ soll früher eine Verbindungsmauer durch den Bannwald hinauf zur Ruine Thürndl geführt haben.
Das Stift Berchtesgaden hat 1271 dem Salzburger Domkapitel eine Salzgrube bei dem Hof „Schozris“ überlassen. Mitte des 14. Jahrhunderts leistete das Kloster St. Peter einen Beitrag zu dem „Pau Schozris“. 1583 erhielt ein Andree Mitterlechner den Posten eines Wildhüters auf dem „Thurn an der Schosrissen“, zugleich wurde er mit der Burghut beauftragt und bezog dort seine Wohnung. Auf einer Karte von Berchtesgaden von 1628 ist die Burg noch dargestellt. Eine 1632 von Johann Faistenauer angefertigte Halleiner Stadtansicht zeigt neben dem Hauptgebäude auf dem Geländesporn ein zweites tieferliegendes und mit Zinnen bekröntes Objekt, das der heute nicht mehr bestehende Torbau mit Zwinger sein könnte.
Am 21. Februar 1879 ging der Turm in den Besitz der Stadtgemeinde Hallein über, die auch heute noch Eigentümerin ist.

## Ruine Thürndl heute
Der noch bestehende Turm hat die Grundmaße von etwa 9 mal 10 Meter. Von seinen ehemals vier Geschoßen sind an der Nord- und Ostseite 15 Meter hohe Mauerreste erhalten. Diese zeigen einen Zinnenabschluss mit vorkragendem Gesimse. Weitere Grabungen sind vom Bundesdenkmalamt in Auftrag gegeben worden, da man sich genauere Aufschlüsse über die Ausmaße des einstigen Eckturms der alten Stadtbefestigung erhofft.
Da die Gefahr von Abbruch größerer Steinmengen von der Ruine auf den Arnoweg bestand, begannen im Oktober 2003 die Planungen von Restaurierungsarbeiten, die 2008 abgeschlossen wurden. Von den Sanierungskosten hat das Land Salzburg die Hälfte übernommen, die andere Hälfte teilten sich die Stadtgemeinde Hallein, das Bundesdenkmalamt und private Sponsoren.
Von Hallein kommend erreicht man das Bauwerk über den Antoniusweg, die Dürrnberg-Landesstraße und den Kleinkirchentalweg. Diesem folgt man einige Meter bis zur Informationstafel, um dann rechts über Holzstufen auf dem Bürgermeister-Alois-Oedl-Steig (Weg Nr. 459) durch den Wald zur Ruine Thürndl zu gelangen.

Ein zweiter Weg mit sehr geringen Steigungen führt vom Ende des Barmsteinwegs in Bayern aus, beginnend an der 2012 neu eröffneten Gastwirtschaft am Fuße des kleinen Barmsteins, in ca. 15 Minuten über den fast ebenen Berggrat.